# Wolmirstedt
Wolmirstedt ist eine Stadt im Landkreis Börde in Sachsen-Anhalt, die auf eine mehr als tausendjährige Geschichte zurückblickt.

## Geografie

### Geografische Lage
Wolmirstedt liegt an der Ohre, 14 Kilometer nördlich von Magdeburg. Das Stadtgebiet durchquert im Süden der Mittellandkanal, im Osten reicht es bis an die Elbe.

### Stadtgliederung
Die Stadt Wolmirstedt gliedert sich neben der Kernstadt in die Ortsteile
- Elbeu
- Farsleben
- Glindenberg
- Mose

### Nachbargemeinden
| Colbitz       | Zielitz          | Loitsche-Heinrichsberg |
| Niedere Börde | Nachbargemeinden | Burg                   |
| Barleben      | Magdeburg        | Möser                  |

## Geschichte

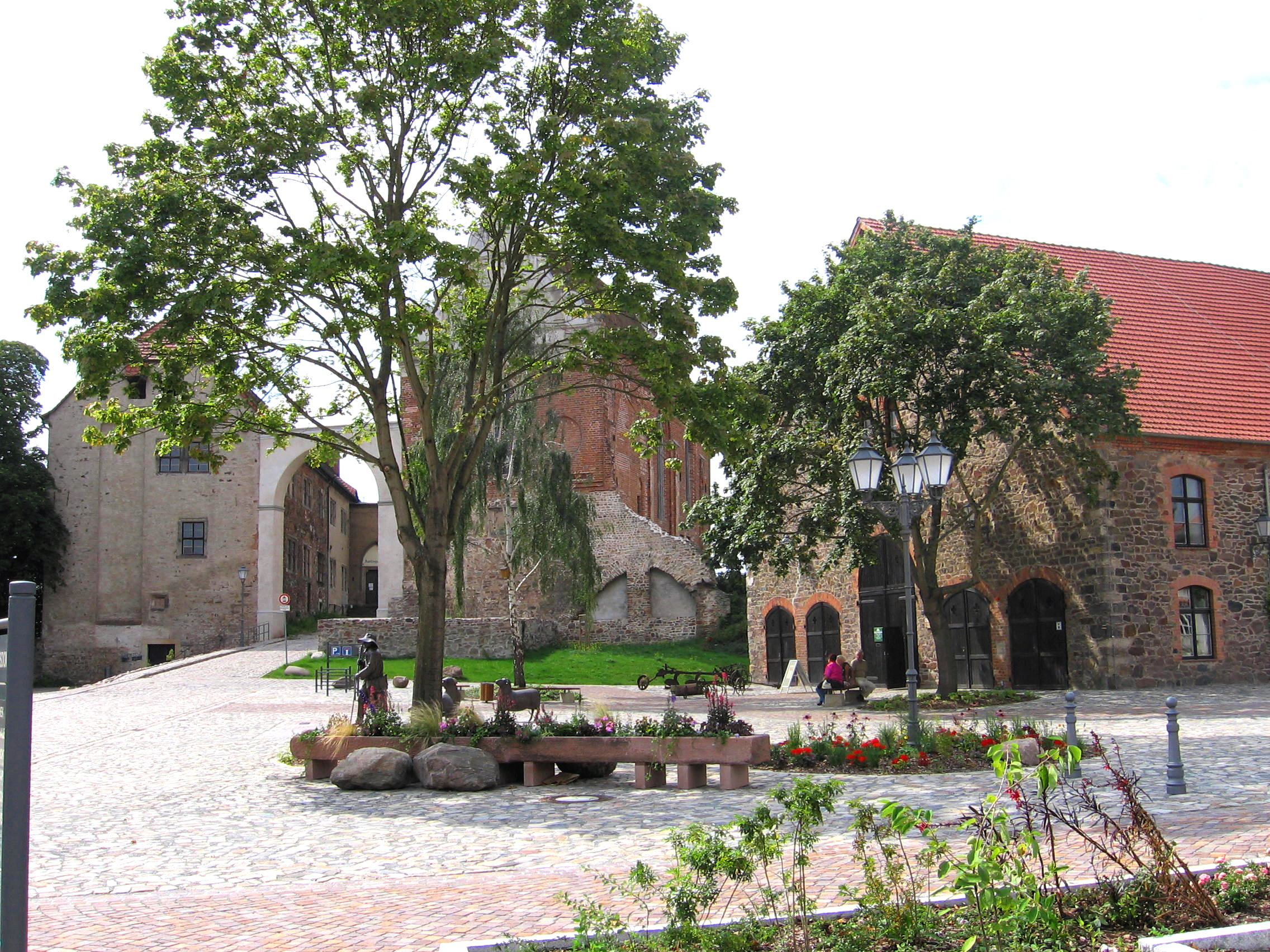
Schloss Wolmirstedt

Eine Besiedlung lässt sich seit 3000 Jahren belegen.
Im Jahr 780 erreichte ein fränkisches Heer unter Führung Karls des Großen die Elbe bei Wolmirstedt. Die erste urkundliche Erwähnung stammt aus dem Jahr 1014. Thietmar von Merseburg berichtete in seiner Chronik von einem Ereignis, das sich fünf Jahre zuvor in Wolmirstedt ereignet hatte. Er verwies somit auf das Jahr 1009.
Heinrich der Löwe wurde 1180 als Herzog von Sachsen gestürzt und verstarb 1195. Dies eröffnete den Askaniern die Möglichkeit, das Gebiet westlich der Elbe in ihre Territorialbildung einzubeziehen. Zu den Maßnahmen von Albrecht II., Markgraf von Brandenburg (1205–1220) gehörte der Ausbau der Burg Wolmirstedt anno 1208. Laut Markgrafenchronik richtete sie sich gegen das Erzstift Magdeburg. Kriegerische Auseinandersetzungen zwischen beiden überlieferten erst spätere Zeiten, es ging um die Vormachtstellung im Elbe-Oder-Raum. Die Truppen von Wilbrand, Erzbischof von Magdeburg (1235–1253) und Heinrich III., Markgraf von Meißen (1221–1288) äscherten dabei im Sommer 1243 Wolmirstedt ein.
Das Gebiet um Wolmirstedt wurde als Grafschaft Billungshöhe bezeichnet, die u. a. bei Dahlenwarsleben eine Dingstätte hatte und zeitweise im Auftrag der Markgrafen von den Grafen von Falkenstein verwaltet wurde. Am 11. Juni 1316 verkaufte Waldemar, Markgraf von Brandenburg (1308–1319) die Grafschaft Billungshöhe für 2.260 Mark mit Rückkaufsrecht ans Erzstift Magdeburg. Ausgenommen blieben Wolmirstedt und Elbeu. Erstere Ortschaft und wohl auch das benachbarte Dorf südlich der Ohre verpfändete Waldemar drei Jahre später für 12.000 Mark an den Erzbischof. Da keine Einlösung erfolgte, rechnete noch das Landbuch Kaiser Karls IV. von 1375 den Flecken und die Burg dem geistlichen Territorium zu.
Wolmirstedt spielte eine Rolle beim Erscheinen des falschen Waldemars. Aus Magdeburg anreisend, präsentierte er sich hier im August 1348 erstmals der Öffentlichkeit. Zwischen dem 17. und 20. August wurden vor Ort mehrere Urkunden ausgestellt, die markbrandenburgischen Städten Privilegien erteilten. Ende August ritt der angebliche Markgraf in Begleitung von Otto, Erzbischof von Magdeburg (1327–1361), Rudolf I. und Otto, Herzöge von Sachsen-Wittenberg, Albrecht, Graf von Barby sowie ihren Gefolgen weiter in die Mark. Die Ortschaft selbst erhielt 1590 das Stadtrecht.
Im Dreißigjährigen Krieg (1618–1648) erlitt sie schwere Zerstörungen. Wolmirstedt beherbergte eine kaiserliche Garnison. Von ihr zog im Juli 1631 ein Reiterregiment bis Burgstall. Die Reiterei von Gustav Adolf II., König von Schweden (1611–1632) metzelte es nieder. 1680 wurde aus dem Erzstift das Herzogtum Magdeburg in Brandenburg-Preußen, Wolmirstedt lag bereits zuvor im Holzkreis.

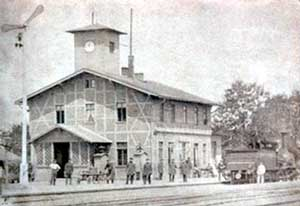
Bahnhof Wolmirstedt, 1880

In den Jahren 1848/49 erfolgte mit dem Bahnhofsgebäude der Anschluss ans Eisenbahnnetz. Ab 1850 siedelte sich die Lederindustrie mit sechs Betrieben an. Seit 1895 hat die Stadt ihr eigenes Elektrizitätswerk. Später wurde sie mit dem Umspannwerk Wolmirstedt zu einem wichtigen Knoten im Stromnetz.
Am 13. April 1945 besetzten US-amerikanischen Truppen Wolmirstedt und übertrugen es am 1. Juli 1945 der Sowjetischen Besatzungszone. 1952 wurde Elbeu eingemeindet. In den Folgejahren entstanden im ehrenamtlichen Aufbauwerk: das Stadion des Friedens, die Freilichtbühne und die Uferpromenade an der Ohre. In den 1970er Jahren wurde der Wohnungsbau vorangetrieben. 3000 Wohnungen wurden vorrangig in Plattenbauweise errichtet.
Wolmirstedt war die Kreisstadt des gleichnamigen Landkreises, bis dieser 1994 mit dem Landkreis Haldensleben zum Ohrekreis zusammengelegt und Haldensleben zum Sitz von Landratsamt und Kreistag erklärt wurde. Am 1. Juli 2007 schloss sich der Ohrekreis mit dem Bördekreis zum Landkreis Börde zusammen.
Im Jahr 2009 feierte die Stadt „1000 Jahre Wolmirstedt“.

### Eingemeindungen
Elbeu wurde am 1. Juli 1950 eingemeindet. Mose kam am 1. Januar 1993 hinzu. Am 1. Januar 2009 wurde die bis dahin selbstständige Gemeinde Farsleben eingemeindet. Das Stadtgebiet vergrößerte sich dadurch von 31,76 km² auf 38,88 km². Mit der Eingemeindung von Glindenberg am 1. Juli 2009 vergrößerte sich das Stadtgebiet auf 54,29 km².

## Bevölkerung
| Jahr | Einwohner |
| ---- | --------- |
| 1990 | 12.476    |
| 2006 | 10.369    |
| 2010 | 12.001    |
| 2015 | 11.620    |
| 2020 | 11.376    |

| Jahr | Einwohner |
| ---- | --------- |
| 2021 | 11.371    |
| 2022 | 12.110    |
| 2023 | 12.281    |
| 2024 | 12.323    |

Stand: 31. Dezember des jeweiligen Jahres (Angaben des Statistischen Landesamtes Sachsen-Anhalt), ab 2011 auf Basis des Zensus 2011, ab 2022 auf Basis des Zensus 2022

## Politik

### Stadtrat
Der Stadtrat von Wolmirstedt besteht aus 28 Mitgliedern und der Bürgermeisterin. Die Kommunalwahl am 9. Juni 2024 führte bei einer Wahlbeteiligung von 61,3 % zu folgendem Ergebnis:
| Partei / Wählergruppe                             | Stimmenanteil 2019 | Sitze 2019 |        | Stimmenanteil 2024 | Sitze 2024 |
| ------------------------------------------------- | ------------------ | ---------- | ------ | ------------------ | ---------- |
| AfD                                               | 16,8 %             | 5          | 28,1 % | 8                  |            |
| CDU                                               | 25,6 %             | 7          | 20,7 % | 6                  |            |
| Kommunale Wählergemeinschaft Börde                | 12,3 %             | 3          | 15,3 % | 4                  |            |
| SPD                                               | 17,0 %             | 5          | 11,2 % | 3                  |            |
| Unabhängige Wählergemeinschaft Wolmirstedt        | 03,9 %             | 1          | 10,0 % | 3                  |            |
| Wählergemeinschaft Wolmirstedt Ostumfahrung (WWO) | –                  | –          | 04,0 % | 1                  |            |
| Die Linke                                         | 10,1 %             | 3          | 03,3 % | 1                  |            |
| Einzelbewerber Jörg Bonewitz                      | –                  | –          | 03,0 % | 1                  |            |
| Bündnis 90/Die Grünen                             | 04,9 %             | 1          | 02,5 % | 1                  |            |
| FDP                                               | 02,3 %             | 1          | 01,2 % | –                  |            |
| Einzelbewerberin Annemarie Kleeblatt              | –                  | –          | 00,7 % | –                  |            |
| Wolmirstedter Wählergemeinschaft Plan B (WWP)     | 04,9 %             | 1          | –      | –                  |            |
| Freie und Unabhängige Wählergemeinschaft (FUWG)   | 02,2 %             | 1          | –      | –                  |            |
| Insgesamt                                         | 100 %              | 28         | 100 %  | 28                 |            |

### Bürgermeister
- 2013–2018: Martin Stichnoth (CDU)
- seit 2018: Marlies Cassuhn (parteilos)

Stichnoth wurde am 17. Februar 2013 mit 54,0 % der gültigen Stimmen gewählt. 2018 übernahm er das Amt des Landrates im Landkreis Börde.
Cassuhn wurde in der Bürgermeisterwahl am 16. September 2018 mit 57,8 % der gültigen Stimmen zu seiner Nachfolgerin gewählt.

### Wappen
Das Wappen wurde am 20. Juni 1997 durch das Regierungspräsidium Magdeburg genehmigt.
Blasonierung: „In Silber die heilige Katharina von Alexandrien in rotem Gewand mit goldenem Haar und goldenem Nimbus, in der rechten Hand ein gestürztes silbernes Schwert mit goldener Parierstange und goldenem Griff, in der linken ein gebrochenes goldenes Rad mit fünf Speichen und vier Zacken; vor ihren Füßen ein blauer Schild mit einer silbernen Lilie.“
Die Farben der Stadt sind Blau – Silber (Weiß).

### Flagge

Stadtfahne von Wolmirstedt

Die Stadtfahne ist diagonal in zwei Felder geteilt, im linken oberen Feld blau, im rechten unteren Feld weiß. In der Mitte enthält sie das Wappen der Stadt.

### Städtepartnerschaften
Wolmirstedt unterhält eine Partnerschaft mit Wunstorf in Niedersachsen.

## Sehenswürdigkeiten und Kultur

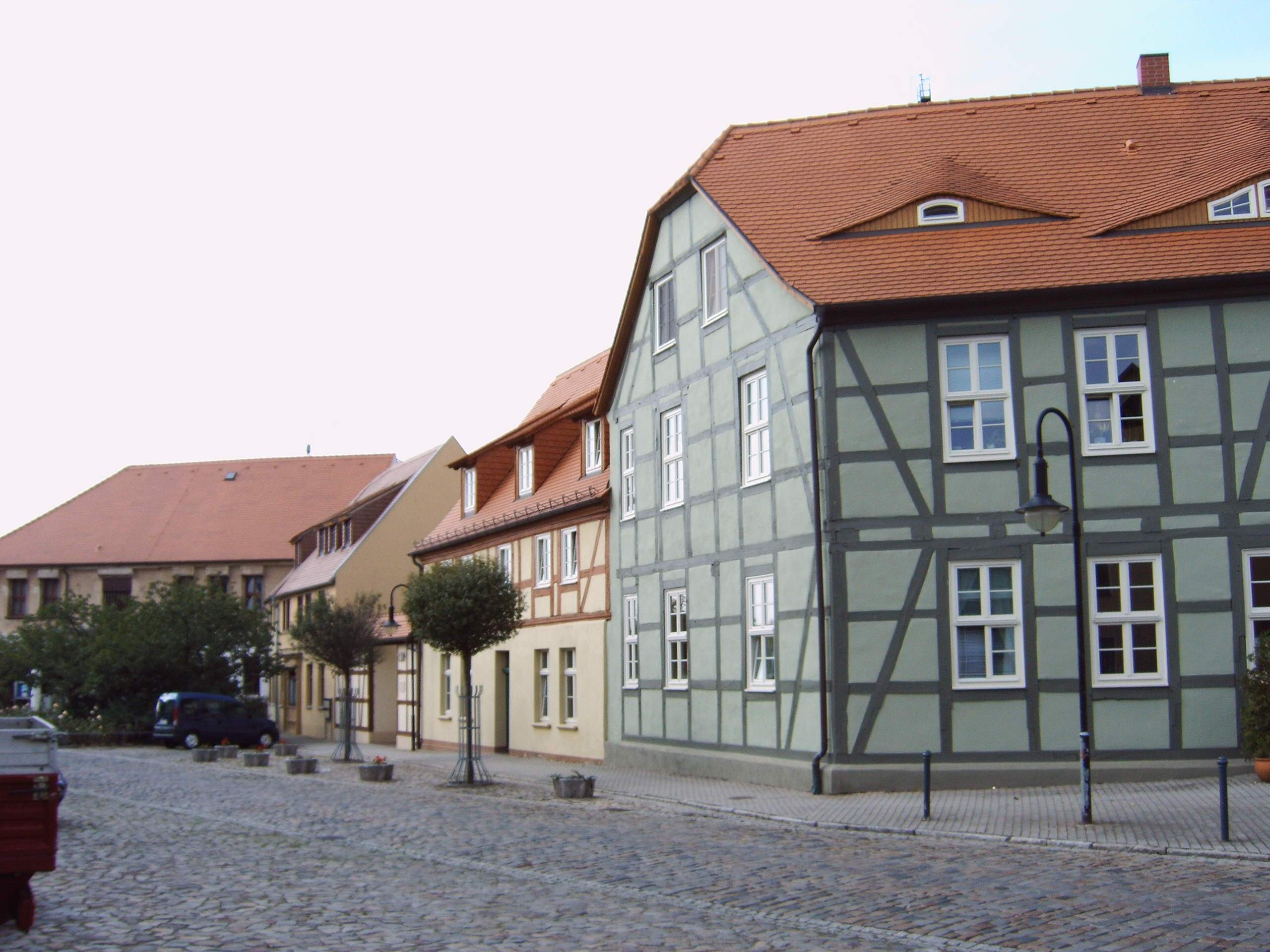
Sanierte Häuser in der Friedensstraße

### Bauwerke

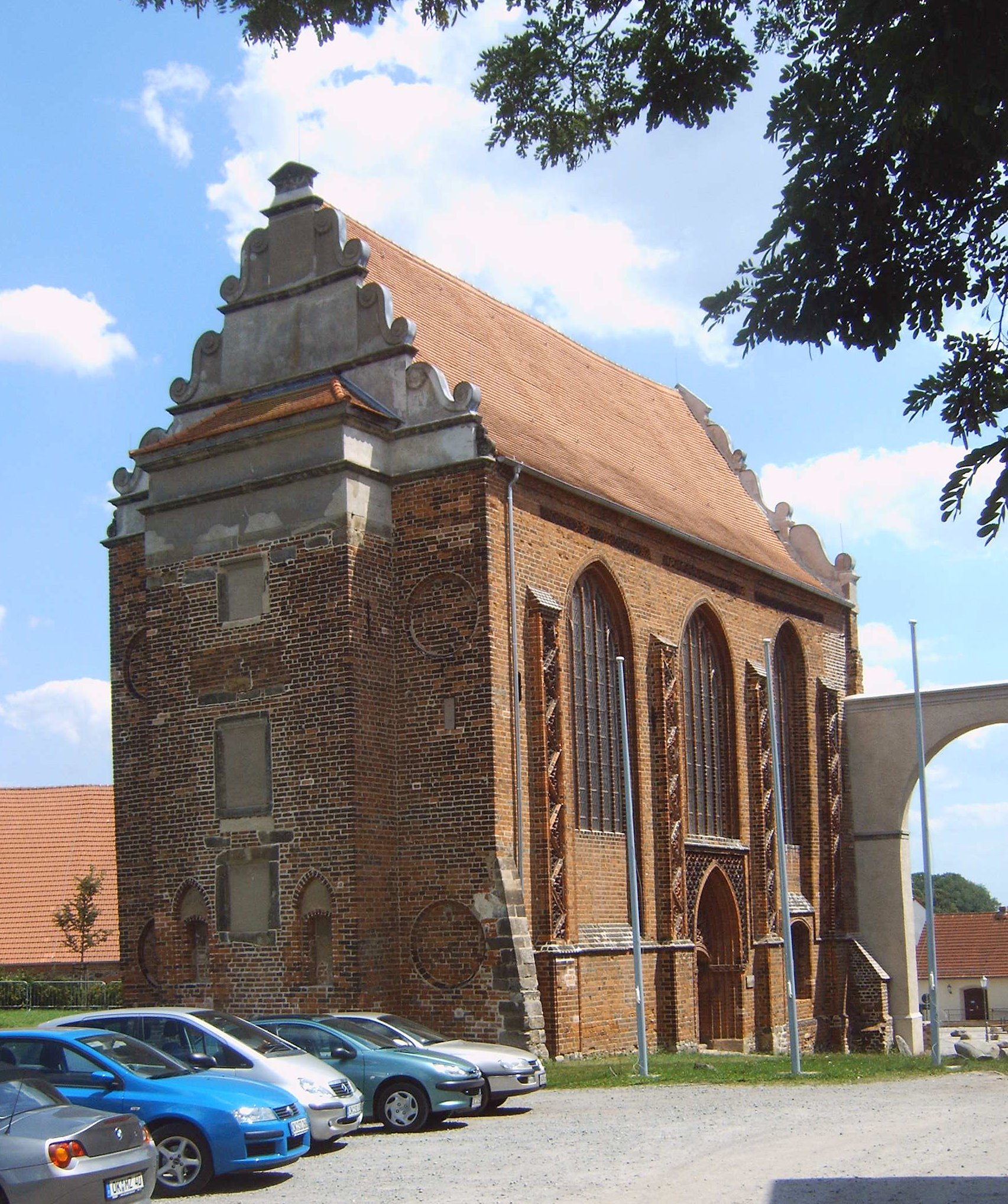
Schlosskapelle

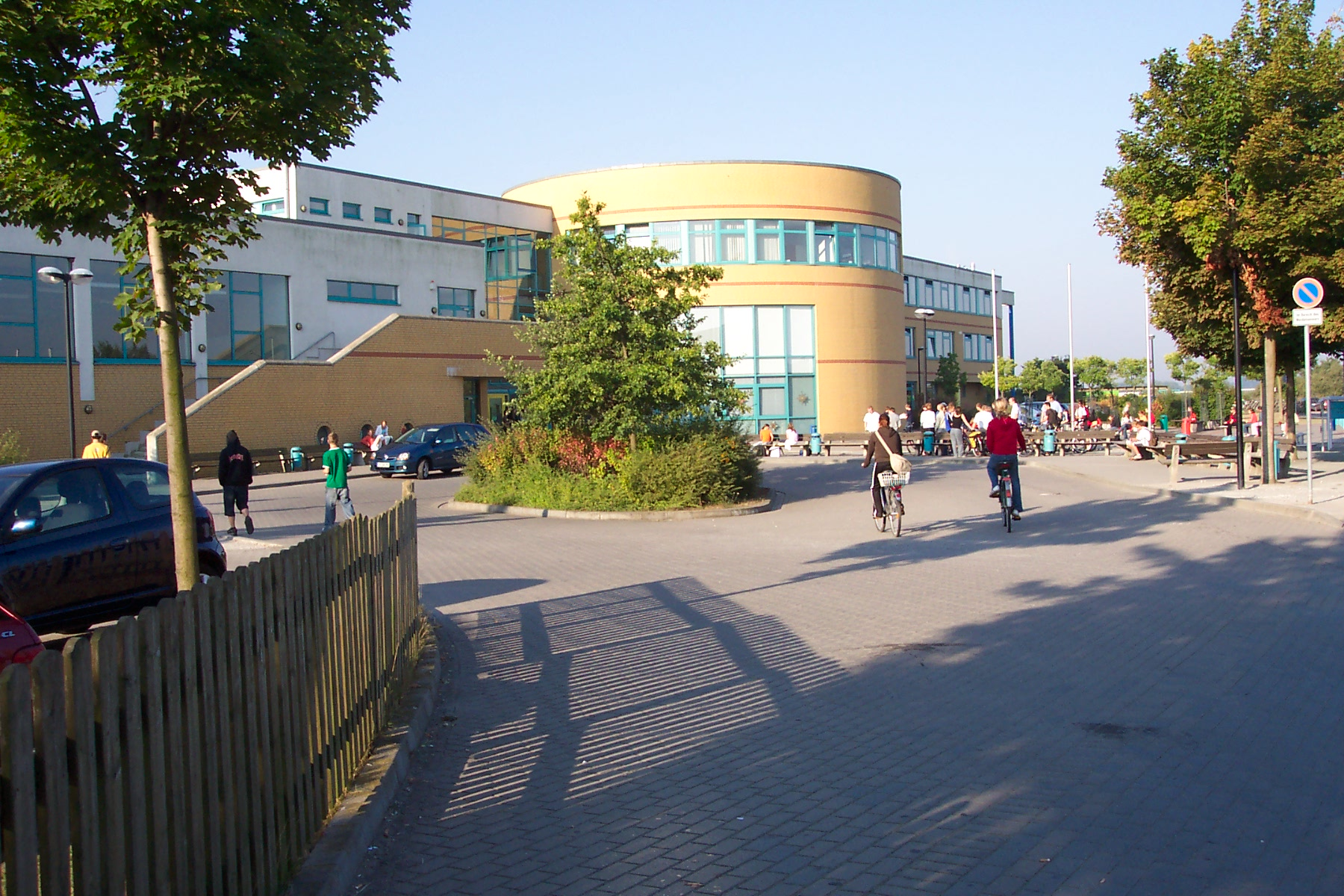
Kurfürst-Joachim-Friedrich-Gymnasium

- Die bemerkenswertesten Baudenkmäler sind das Schloss Wolmirstedt und die historische Schlosskapelle als Zeugnisse der Backsteingotik. Ortsansässig als Schlossdomäne bezeichnet, ist das Schloss heute Sitz der Zweigstelle des Amtsgerichts Haldensleben. Im 16. Jahrhundert lebte der spätere Kurfürst Joachim Friedrich von Brandenburg als Administrator auf der damaligen Burg. In dieser Zeit wurde es zu einer repräsentativen Renaissanceresidenz (ähnlich dem Schloss Bernburg). Später verfiel die Burg, und zum Wiederaufbau der zerstörten Stadt wurden viele Teile am Ende des Dreißigjährigen Krieges abgetragen. Im 18. Jahrhundert erhielt das Schloss seine heutige Form im schlichten Barock. Seit dieser Zeit wurde das Schloss vom preußischen Staat als landwirtschaftliche Domäne genutzt. Heute erhaltene Bauten sind das Schloss mit Kapelle, das Herrenhaus (18. Jahrhundert), Torhaus, Stallungen (heute Bibliothek) sowie Feldsteinscheune (Kreismuseum). Die erste urkundliche Erwähnung 1014 beschreibt einen Angriff im Jahre 1009 auf die östliche Mauer der Oberburg. Diese Mauer blieb bis in jüngste Zeit fragmentarisch erhalten und war als ältestes Bauwerk der Stadt anzusprechen. Im Jahre 2007 wurden die Mauerfragmente abgerissen, um Pkw-Parkplätze zur 1000-Jahr-Feier 2009 zu schaffen.

Zu den erwähnenswerten Gebäuden im historischen Stadtkern gehören:
- das Alte Rathaus, im Kern aus dem 16. Jahrhundert, heute ein Wohn- und Geschäftshaus,
- das Kurfürst-Joachim-Friedrich-Gymnasium, erbaut im Jahr 1995 für 30 Millionen Mark sowie
- ein Laubenganghaus in der August-Bebel-Straße 49, errichtet im 18. Jahrhundert.

Die weitere Sakralgebäude außer der Schlosskirche sind:
- die evangelische Kirche St. Katharinen im Ortskern von Wolmirstedt; die Stadt ist der Sitz des Kirchenkreises Haldensleben-Wolmirstedt in der Evangelischen Kirche in Mitteldeutschland,
- sogenannte Neue Abtei etwas östlich von St. Katharina,
- katholische Kirche St. Josef in der Friedrich-Ebert-Straße, erbaut 1936, gehört heute zur Pfarrei St. Christophorus mit Sitz in Haldensleben,
- neuapostolische Kirche an der Friedensstraße; die Gemeinde geht auf das Jahr 1905 zurück und
- im Bürgerhaus auf der Schlossdomäne finden die Gottesdienste der Pfingstgemeinde Wolmirstedt statt; sie gehört zum Bund Freikirchlicher Pfingstgemeinden.

Westlich der Innenstadt befinden sich:
- Auerbachs Mühle, eine Bockwindmühle von 1842 und
- Jüdischer Friedhof

### Gedenkstätten
- Mahnmal auf dem Friedhof St. Katharinen für sechs unbekannte KZ-Häftlinge, die am Haidberg bei Lindhorst im April 1945 ermordet, dort zunächst verscharrt und 1946 hier begraben wurden. Sie gehörten vermutlich einem Todesmarsch aus dem KZ Dora-Mittelbau an.
- Grabstätten auf dem gleichen Friedhof für 32 namentlich bekannte Frauen und Männer verschiedener Nationen, die während des Zweiten Weltkrieges nach Deutschland verschleppt und Opfer von Zwangsarbeit in der Landwirtschaft und der Zuckerfabrik des Großgrundbesitzers Loß wurden.

### Museen
- Das Museum Wolmirstedt wurde 1927 auf Initiative des Lehrers Hans Dunker gegründet. Sein Gebäude, eine rekonstruierte Bruchsteinscheune, liegt inmitten der Schlossdomäne. Es beherbergt mehrere Dauerausstellungen zur Stadtgeschichte, ferner naturkundliche und geologische Ausstellungen und drei historische Werkstätten (Stellmacherei, Schmiede und Sattlerei).[23]
- Das Apothekenmuseum nutzt die erste Etage der 300 Jahre alten Adler-Apotheke (Friedensstraße 48). Es ist nach Vereinbarung öffentlich zugänglich. Dazu gehört ein Kräutergarten mit zahlreichen Arzneipflanzen. Museumsleiter ist Konrad Riedel.[24]

## Wirtschaft und Infrastruktur

### Energie
In Wolmirstedt befindet sich ein großes 380-kV-Umspannwerk, das Umspannwerk Wolmirstedt. Auf dem Areal dieses Umspannwerks sollte zu DDR-Zeiten eine HGÜ-Kurzkupplung mit einer Übertragungsleistung von 600 Megawatt entstehen, doch wurde dieser Plan nach der deutschen Wiedervereinigung 1990 aufgegeben, da man beschloss, die Stromnetze Ost- und Westdeutschlands zu synchronisieren, siehe auch innerdeutscher Stromverbund. Die Stromrichterhalle wurde allerdings fertiggestellt (Koordinate:52° 15′ 0″ N, 11° 37′ 0″ O). Die vom Umspannwerk Wolmirstedt zum stillgelegten Kernkraftwerk Lubmin führende 380-kV-Leitung war die längste Stromleitung in Deutschland.

### Verkehr

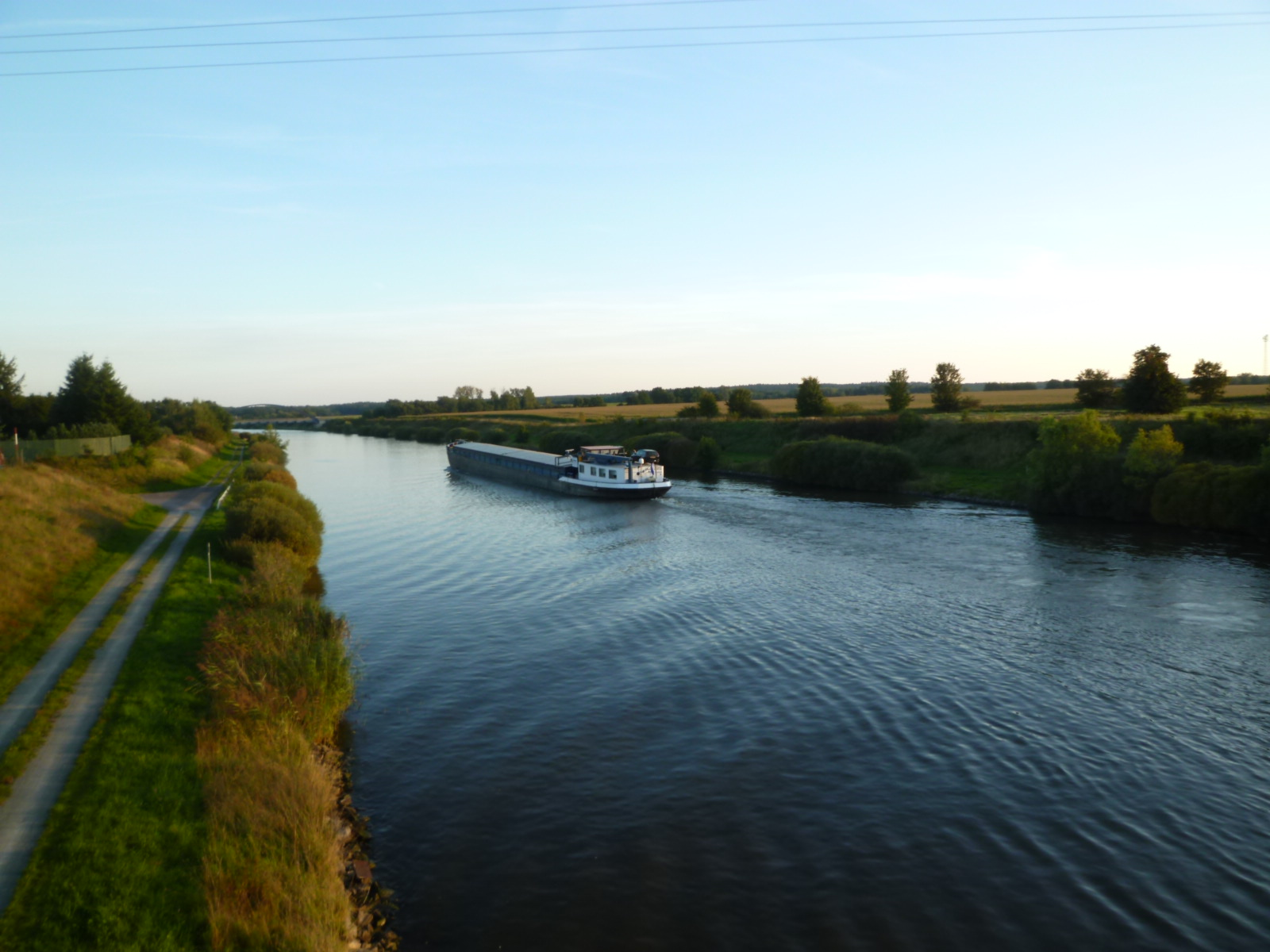
Mittellandkanal

Der Bahnhof Wolmirstedt liegt an der Bahnstrecke Magdeburg–Stendal–Wittenberge und wird im Personenverkehr von Regionalexpress-Zügen der Linie RE20 (Magdeburg–Stendal–Uelzen) sowie der Linie S1 (Schönebeck-Salzelmen–Magdeburg–Stendal–Wittenberge) der S-Bahn Mittelelbe im Halbstundentakt bedient. Bis 1965 war der Ort ferner Ausgangspunkt der Kleinbahn Wolmirstedt–Colbitz.
Der öffentliche Personennahverkehr wird unter anderem durch den PlusBus des Landesnetzes Sachsen-Anhalt erbracht. Folgende Verbindung führt ab Wolmirstedt:
- Linie 601: Wolmirstedt ↔ Samswegen ↔ Hillersleben ↔ Wedringen ↔ Haldensleben

Den Busverkehr im Landkreis Börde betreibt die BördeBus Verkehrsgesellschaft.
Bei Wolmirstedt quert der Mittellandkanal die Elbe. Die Stadt ist über die Anschlussstelle Magdeburg-Zentrum der Bundesautobahn 2, die Anschlussstelle Wolmirstedt der Bundesautobahn 14 sowie die Bundesstraße 189 zu erreichen.

### Bildung
- Kurfürst-Joachim-Friedrich-Gymnasium, über 70 Lehrer unterrichten rund 1200 Schüler im Hauptgebäude und der Außenstelle
- Sekundarschule Gottfried Wilhelm Leibniz
- Ganztagsschule Johannes Gutenberg
- Diesterweg-Grundschule
- Schule für Geistigbehinderte Gerhard Schöne
- Kreisvolkshochschule Ohrekreis Außenstelle Wolmirstedt
- Fachschule für Sozialpädagogik des Bodelschwinghhauses

### Sport
Die Sportvereine der Stadt sind in Sportarten wie Fußball, Handball, Judo, Kanu, Tennis und Tischtennis aktiv. Überregional am bekanntesten sind die Baskets Wolmirstedt. Im Sommer 2021 stieg der Verein von der viertklassigen Regionalliga in die Profiliga ProB auf. Haupt- und Namenssponsor der Basketball-Profis ist die ortsansässige Segment-Behälter-Bau GmbH (SBB).

### Öffentliche Einrichtungen
- Bodelschwingh Haus Wolmirstedt e. V., sozialdiakonische Einrichtung
- Bildungs- und Freizeitzentrum

## Persönlichkeiten

### Söhne und Töchter der Stadt
- Johann Georg von Brandenburg (1577–1624), Herzog zu Jägerndorf
- Christian Wilhelm von Brandenburg (1587–1665), Markgraf
- Siegmund Jakob Baumgarten (1706–1757), Theologe an der Friedrichs-Universität Halle
- Julius Bremer (1828–1894), Mitbegründer der Magdeburger Arbeiterbewegung
- Wilhelm Noeldechen (1839–1916), Dichterarzt
- Paul Clauswitz (1839–1927), erster fest angestellte Archivar der Stadt Berlin und Leiter des Magistratsbibliothek
- Friedrich Robert Kretschmann (1858–1934), Ohrenarzt
- Friedrich Schrader (1865–1922), Journalist und Schriftsteller
- Hans Schmidt (1877–1953), Theologe
- Marianne Boblenz (1878–1960), Malerin und Grafikerin
- Otto Schellert (1889–1975), General der Infanterie, geboren in Farsleben
- Wilhelm Ebert (1904–1995), SS-Untersturmführer und Gestapo-Beamter
- Otto Zeitke (1924–2025), deutscher Autor und Ökonom
- Jürgen Volkmann (1929–2017), Richter am Bundessozialgericht
- Gerold Adam (1933–1996), Biophysiker
- Elisabeth Eichholz (1939–2022), Radrennfahrerin
- Rüdiger Kipke (* 1942), Politikwissenschaftler an der Universität Siegen
- Gerd Domhardt (1945–1997), Komponist
- Heinz Oelze (1947–2017), Fußballspieler
- Hartmut Eichel (* 1952), Fußballspieler
- Bernd Lindner (* 1956), Rudertrainer
- Günter Schliwka (1956–2023), Gewichtheber
- Katrin Kunert (* 1964), Politikerin (Die Linke)
- Steffen Wesemann (* 1971), Radrennfahrer
- Steffen Borsch (* 1973), Leichtathlet
- Martin Stichnoth (* 1977), Politiker (CDU)
- Mathias Knispel (* 1982), Politiker (AfD)
- Carlo Westphal (* 1985), Radrennfahrer
- Ilka Wolf (* 1986), Sängerin
- Benjamin Schroeder (* 1986), Schauspieler
- Marie Brämer-Skowronek (* 1990), Kugelstoßerin und Speerwerferin
- Felix Zietmann (* 1990), Politiker (AfD)
- Luise Großmann (* 1995), Schauspielerin und Model

### Personen mit Bezug zur Stadt
- Anna Katharina von Brandenburg (1575–1612), Königin von Dänemark, lebte in ihrer Jugend zeitweise in Wolmirstedt
- Oskar von Hasselbach (1846–1903), Verwaltungsjurist und Reichstagsmitglied, starb in Wolmirstedt
- Bruno Löwenberg (1907–1994), war 1936–1942 Pfarrvikar an der katholischen Kirche in Wolmirstedt